# Elsa Zylberstein

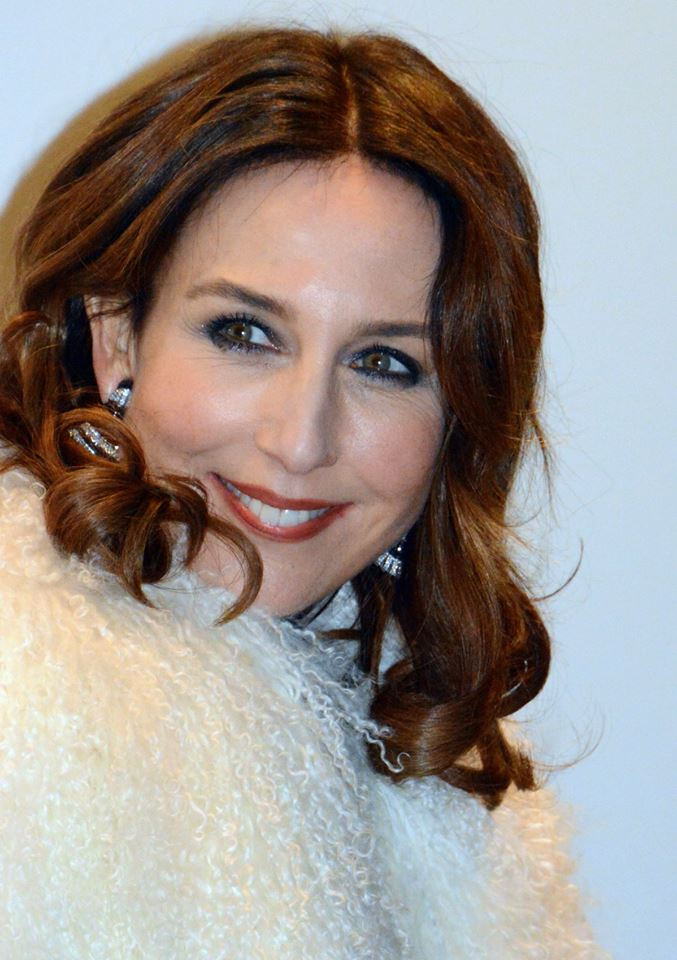
Elsa Zylberstein bei der César-Verleihung 2018

Elsa Zylberstein (* 16. Oktober 1968 in Boulogne-Billancourt; eigentlich Elsa Florence Zylbersztejn) ist eine französische Schauspielerin.

## Leben
Zylberstein Vater ist der jüdisch-polnische Physiker Albert Zylberstein, ihre Mutter ist Katholikin. Nach dem Baccalauréat, dem französischen Abitur, begann sie ein Anglistikstudium und besuchte daneben den Cours Florent unter Francis Huster. Ende der 1980er Jahre stand sie erstmals vor der Filmkamera.
Der Durchbruch als Schauspielerin gelang Zylberstein 1991 mit Maurice Pialats Filmbiografie Van Gogh, die ihr in der Rolle der Geliebten des von Jacques Dutronc gespielten Vincent van Gogh den Prix Michel Simon und ihre erste von drei César-Nominierungen in der Kategorie Beste Nachwuchsdarstellerin einbrachte. 1993 erhielt sie den Romy-Schneider-Preis für talentierte französische Nachwuchsdarstellerinnen. Seither hat sie in zahlreichen Kinofilmen und mehreren Fernsehproduktionen mitgewirkt. 1994 war sie unter anderem unter der Regie von Gérard Corbiau als Geliebte des Kastratensängers Farinelli in der gleichnamigen Filmbiografie zu sehen. In James Ivorys international besetztem Historienfilm Jefferson in Paris hatte sie 1995 eine Nebenrolle inne. 1998 folgte mit Toulouse-Lautrec ein weiterer Auftritt in einer Künstlerbiografie.
Mit dem chilenisch-französischen Filmemacher Raúl Ruiz drehte Zylberstein vier Filme, darunter die starbesetzte Proust-Verfilmung Die wiedergefundene Zeit (1999) an der Seite von Filmgrößen wie Catherine Deneuve und Emmanuelle Béart sowie die Kriminalkomödie Ce jour là mit Bernard Giraudeau, die 2003 bei den 56. Internationalen Filmfestspielen von Cannes im Wettbewerb um die Goldene Palme lief. In Modigliani verkörperte sie 2004 neben Andy García, der die Titelrolle spielte, erneut die Geliebte eines berühmten Künstlers.
Im Jahr 2009 erhielt sie für den Part der Léa in Philippe Claudels Filmdrama So viele Jahre liebe ich dich den César in der Kategorie Beste Nebendarstellerin. Das Filmdrama über eine von Kristin Scott Thomas gespielte Kindsmörderin war zudem im Rennen um den Goldenen Bären der 58. Berlinale. In der Rolle einer Schauspielerin, die sich mit Ende 30 unbedingt ein Kind wünscht, gehörte Zylberstein 2011 neben Valeria Golino, Vincent Perez und Cécile de France zur Besetzung des Ensemblefilms Der Kuss des Schmetterlings, der sich jedoch als Flop herausstellte. In der Graphic-Novel-Verfilmung Gemma Bovery – Ein Sommer mit Flaubert von Anne Fontaine trat sie 2014 neben Fabrice Luchini und Gemma Arterton in einer Nebenrolle auf. Ein Jahr später agierte sie in der in Indien spielenden Romanze Un plus une von Claude Lelouch an der Seite von Jean Dujardin und Christopher Lambert. 2017 stand sie mit Dujardin und Lambert für Chacun sa vie erneut in einem Film von Lelouch vor der Kamera. Mit der Musikkomödie La Vertu des impondérables folgte 2019 eine weitere Zusammenarbeit mit dem französischen Filmemacher.
Von 1997 bis 2005 war Zylberstein mit dem Fernsehmoderator Antoine de Caunes liiert. Gemeinsam hatten sie für Männer sind auch nur Frauen (1998) vor der Kamera gestanden. Unter de Caunes’ Regie wiederum agierte Zylberstein auch in dem Historiendrama Monsieur N. (2003). Später waren sie in der Filmkomödie Das verrückte Liebesleben des Simon Eskenazy (2009) erneut gemeinsam auf der Leinwand zu sehen. Auf die Verbindung mit de Caunes folgte eine Beziehung mit dem elf Jahre jüngeren Schauspieler und Regisseur Nicolas Bedos. Ende 2013 wurde eine Beziehung Zylbersteins zu Arnaud Montebourg, dem damaligen französischen Wirtschaftsminister, bekannt. Im Oktober 2014 bestätigte Zylberstein öffentlich die Trennung von Montebourg.
Im Jahr 2017 wurde Zylberstein zu einer dreimonatigen Haftstrafe auf Bewährung und einer Geldstrafe von 1.500 Euro verurteilt, nachdem sie in Paris eine 89-jährige Frau angefahren hatte, dabei ohne Führerschein gefahren und vom Unfallort geflohen war, ehe sie später eine Polizeistation aufsuchte.

## Filmografie (Auswahl)
- 1989: Jour après jour

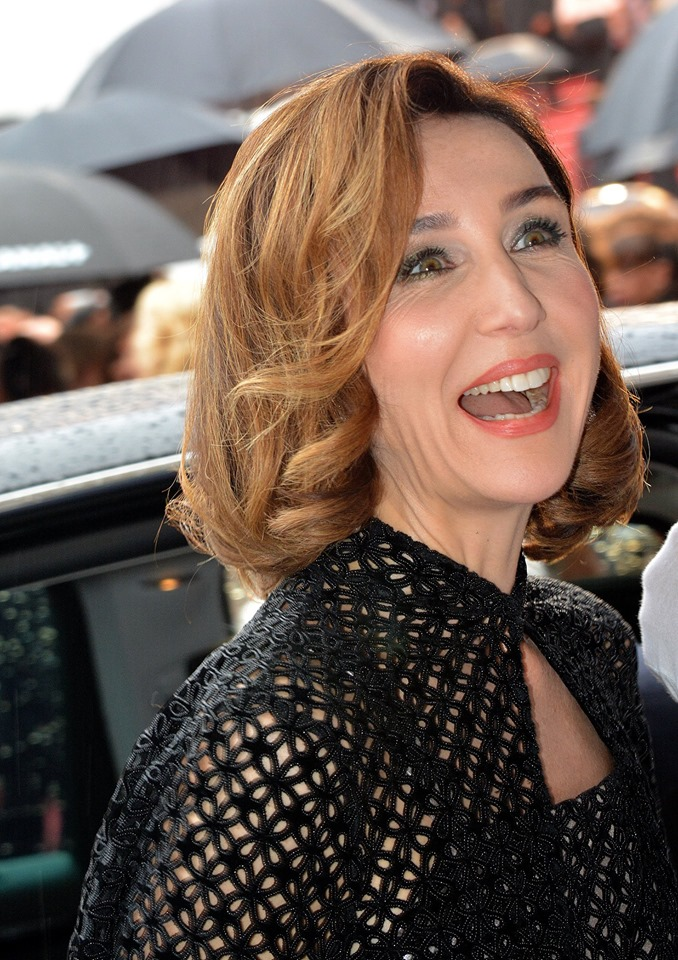
Zylberstein 2019 bei den Filmfestspielen von Cannes

- 1989: Champagner der Liebe (Baptême)
- 1991: Super, meine Eltern lassen sich scheiden (Génial, mes parents divorcent!)
- 1991: Van Gogh
- 1991: Alisée
- 1992: Blauer Himmel (Beau fixe)
- 1992: Die Abenteuer des jungen Indiana Jones (The Young Indiana Jones Chronicles) (TV-Serie, eine Folge)
- 1993: Comment font les gens
- 1994: Mina Tannenbaum
- 1994: Farinelli
- 1995: Jefferson in Paris
- 1996: Ein Samstag auf Erden (Un samedi sur la terre)
- 1996: Sex, Lügen und Intrigen (Portraits chinois)
- 1997: Metroland
- 1997: XXL
- 1998: Männer sind auch nur Frauen (L’Homme est une femme comme les autres)
- 1998: Toulouse-Lautrec (Lautrec)
- 1999: Je veux tout
- 1999: Die wiedergefundene Zeit (Le Temps retrouvé)
- 2000: Combat d’amour en songe
- 2001: Les Fantômes de Louba
- 2001: Un ange
- 2002: Jean Moulin – Leben im Widerstand (Jean Moulin) (TV-Film)
- 2003: Monsieur N.
- 2003: Three Blind Mice – Mord im Netz (3 Blind Mice)
- 2003: Ce jour-là
- 2004: Morgen ziehen wir um (Demain on déménage)
- 2004: Modigliani
- 2005: Mein kleines Jerusalem (La Petite Jérusalem)
- 2005: La Cloche a sonné
- 2006: J’invente rien
- 2006: Le Concile de pierre
- 2006: Agatha Christie: Einladung zum Mord (Petits meurtres en famille) (TV-Miniserie)
- 2008: La Fabrique des sentiments
- 2008: So viele Jahre liebe ich dich (Il y a longtemps que je t’aime)
- 2008: Diese Nacht (Nuit de chien)
- 2008: La Maison Nucingen
- 2009: Das verrückte Liebesleben des Simon Eskenazy (La Folle Histoire d’amour de Simon Eskenazy)
- 2009: Venus & Apoll (Vénus et Apollon) (TV-Serie, acht Folgen)
- 2011: Der Kuss des Schmetterlings (Un baiser papillon)
- 2012: Plan de table
- 2012: Lines of Wellington – Sturm über Portugal (Linhas de Wellington)
- 2013: À votre bon cœur mesdames
- 2014: Gemma Bovery – Ein Sommer mit Flaubert (Gemma Bovery)
- 2015: The Price of Desire
- 2015: Un plus une
- 2016: Les Têtes de l’emploi
- 2017: Ein Sack voll Murmeln (Un sac de billes)
- 2017: Chacun sa vie
- 2017: Hereinspaziert! (À bras ouverts)
- 2018: Liebe bringt alles ins Rollen (Tout le monde debout)
- 2018: Die Geiselnahme (Bel Canto)
- 2019: La Vertu des impondérables
- 2019: Je ne rêve que de vous
- 2019: Je voudrais que quelqu’un m’attende quelque part
- 2019: Selfie
- 2020: Tout nous sourit
- 2020: Nur ein einziges Leben (Waiting for Anya)
- 2020: Adorables
- 2021: L’Amour c’est mieux que la vie
- 2022: Bigbug (BigBug)
- 2022: Simone, le voyage du siècle
- 2022: Champagne!
- 2023: Club Zero
- 2023: Ein Glücksfall (Coup de chance)
- 2023: Alphonse (TV-Serie, drei Folgen)
- 2024: Finalement
- 2025: Natacha (presque) hôtesse de l'air

## Theaterauftritte (Auswahl)
- 1991: Eurydice von Jean Anouilh – Regie: Georges Wilson, Théâtre de l’Œuvre
- 1993: Pygmalion von George Bernard Shaw – Regie: Bernard Murat, Théâtre Hébertot
- 1997–1998: Sechs Personen suchen einen Autor (Sei personaggi in cerca d’autore) von Luigi Pirandello – Regie: Jorge Lavelli, TNP Villeurbanne, Théâtre de l’Eldorado
- 2003: Proof von David Auburn – Regie: Bernard Murat, Théâtre des Mathurins
- 2007: Gamines von Sylvie Testud – Regie: Sylvie Testud, Comédie de Picardie, Théâtre de la Croix-Rousse, Théâtre National de Nice
- 2011: Le Temps qui passe von Karine Silla – Regie: Vincent Perez, Théâtre des Mathurins
- 2012: Die letzten Tage des Stefan Zweig (Les Derniers Jours de Stefan Zweig) von Laurent Seksik – Regie: Gérard Gélas, Théâtre Antoine
- 2014: Vita & Virginia von Eileen Atkins – Regie: Jean-Marie Besset, Festival NAVA in Limoux

## Auszeichnungen (Auswahl)
César

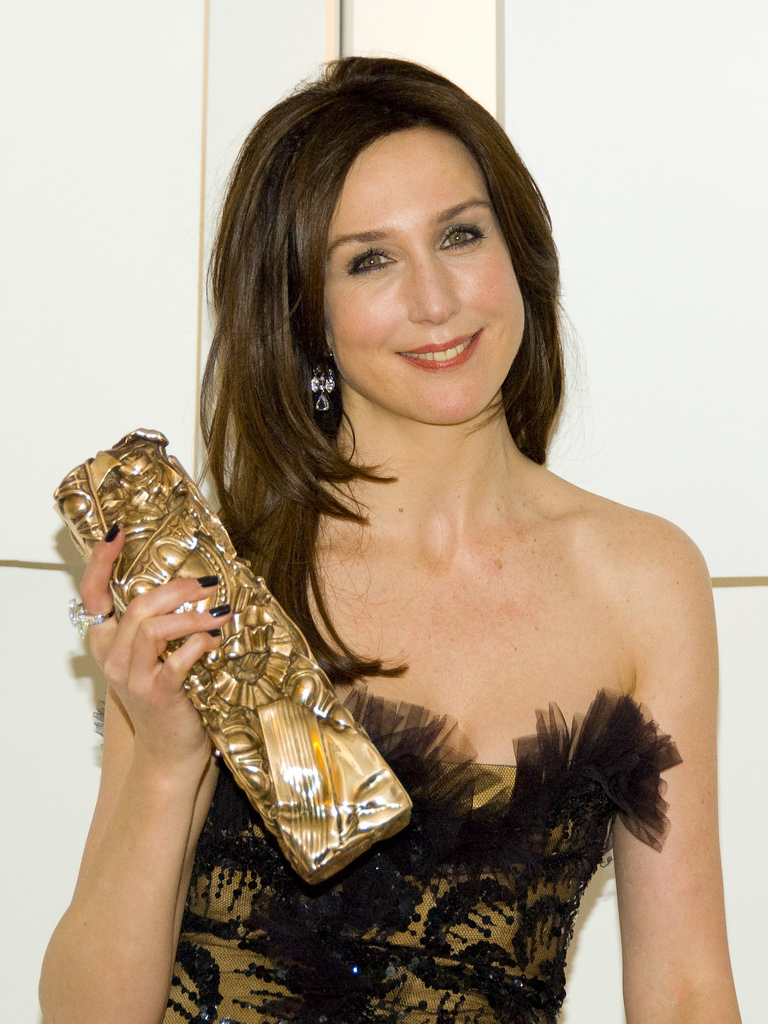
Zylberstein bei der César-Verleihung 2009

- 1992: Nominierung in der Kategorie Beste Nachwuchsdarstellerin für Van Gogh
- 1993: Nominierung in der Kategorie Beste Nachwuchsdarstellerin für Blauer Himmel
- 1995: Nominierung in der Kategorie Beste Nachwuchsdarstellerin für Mina Tannenbaum
- 2009: Beste Nebendarstellerin für So viele Jahre liebe ich dich

Chlotrudis Award
- 2009: Beste Nebendarstellerin für So viele Jahre liebe ich dich

Globe de cristal
- 2006: Nominierung in der Kategorie Beste Darstellerin für Mein kleines Jerusalem

Prix Lumières
- 2016: Nominierung in der Kategorie Beste Darstellerin für Un plus une

Weitere
- 1992: Prix Michel Simon in der Kategorie Beste Darstellerin für Van Gogh
- 1993: Romy-Schneider-Preis
- 1998: Beste Darstellerin beim Festival du film de Cabourg für Männer sind auch nur Frauen
- 2011: Chevalier de l’Ordre des Arts et des Lettres (Ritterkreuz des Ordens der Künste und der Literatur)[6]
- 2012: Beste Darstellerin beim Festival international du film de comédie de l’Alpe d’Huez für Plan de table
- 2020: Beste Darstellerin beim Festival international du film de comédie de l’Alpe d’Huez für Tout nous sourit